# Cedrela montana
Cedrela montana là một loài thực vật có hoa trong họ Meliaceae. Loài này được Moritz ex Turcz. mô tả khoa học đầu tiên năm 1858.